# Tilemann Kenckel
Tilemann Kenckel (* 17. Dezember 1543 in Bremen; † vor dem 7. August 1583 in Wien) war ein deutscher Jurist und Ratssekretär der Hansestadt Lübeck.

## Leben
Tilemann Kenckel war der Sohn des Bremer Bürgermeisters Detmar Kenckel. Er studierte Rechtswissenschaften ab 1562 an der Universität Rostock, wo er wesentlich durch Nathan Chyträus beeinflusst wurde. Am 11. Januar 1563 immatrikulierte er sich an der Leucorea in Wittenberg, nachher in Leipzig, den Niederlanden und in Paris. Er wurde wohl von Herzog Johann von Schleswig-Holstein-Sonderburg 1576 zur Unterstützung für seinen Kanzler Georg Beyer eingestellt. 1581 wurde er auf Veranlassung durch den Lübecker Bürgermeister Johann Lüdinghusen Ratssekretär in Lübeck. Er verstarb auf einer Gesandtschaftsreise für die Stadt zum Kaiserlichen Hof in Wien. Sein Tod in Wien wurde dem Lübecker Rat mit einem Schreiben aus Wien vom 7. August 1583 mitgeteilt.